# I Spaniens månsken

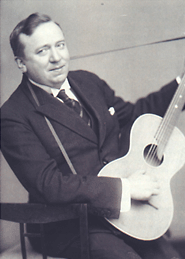
Birger Sjöberg, fotot taget ca 1922-26

I Spaniens månsken är Fridas sjätte visa ur Fridas bok av Birger Sjöberg, och är en av hans mest kända visor. Undertiteln är Romantisk aftonfantasi i ensamhet på det lilla vindsrummet.
Visan har många gånger tolkats, både på skiva och på scen. En tidig inspelning gjordes av Karin Juel då hon den 12 mars 1936 spelade in visan till Sune Waldimirs orkesters spel. 1959 tolkade Ingvar Wixell visan på skivan "Fridas visor & Evert Taube". Trubaduren Fred Åkerström spelade visan live i Stockholms konserthus den 4 december 1964 då han var på spelturné med Cornelis Vreeswijk och Ann-Louise Hansson. Visan spelades, tillsammans med hela spelningen, in på albumet Visor och oförskämdheter. Vidare har Mikael Samuelson sjungit in visan 1992.

### Fotnoter
1. ↑  ”I Spaniens månsken”. Svensk mediedatabas. 25 februari 1936. http://smdb.kb.se/catalog/id/000094554. Läst 2 juni 2012.
2. ↑  ”Visor och oförskämdheter”. Svensk mediedatabas. 25 februari 1964. http://smdb.kb.se/catalog/id/001442074. Läst 2 juni 2012.